# 硬序羊茅
硬序羊茅（学名：Festuca durata）为禾本科羊茅属下的一个种。

## 扩展阅读
- 維基物種上的相關：硬序羊茅